# Redención Pampa
Redención Pampa ist eine Ortschaft im Departamento Chuquisaca im südamerikanischen Andenstaat Bolivien.

## Lage im Nahraum
Redención Pampa liegt in der Provinz Jaime Zudáñez und ist die bevölkerungsreichste Ortschaft des Municipio Mojocoya. Die Ortschaft liegt auf einer Höhe von 2464 m auf einer Hochfläche zwischen den Flüssen Río Zudáñez im Westen, dem Río Tomina im Osten und dem Río Grande im Norden.

## Geographie
Redención Pampa liegt im Übergangsbereich zwischen der Anden-Gebirgskette der Cordillera Central und dem bolivianischen Tiefland. Die Region weist ein typisches Tageszeitenklima auf, bei dem die mittleren Temperaturschwankungen im Tagesverlauf stärker ausfallen als im Jahresverlauf.
Die Jahresdurchschnittstemperatur der Region liegt bei knapp 16 °C (siehe Klimadiagramm Redención Pampa) und schwankt nur unwesentlich zwischen gut 12 °C im Juli und gut 17 °C von November bis Januar. Der Jahresniederschlag beträgt knapp 600 mm, bei einer ausgeprägten Trockenzeit von Mai bis August mit Monatsniederschlägen unter 10 mm, und einer Feuchtezeit von Dezember bis Februar mit 100 bis 125 mm Monatsniederschlag.

## Verkehrsnetz
Redención Pampa liegt in einer Entfernung von 185 Straßenkilometern nordöstlich von Sucre, der Hauptstadt des Departamentos.
Von Sucre aus führt die insgesamt 976 Kilometer lange Nationalstraße Ruta 6 in östlicher Richtung über Zudáñez nach Tomina und weiter ins bolivianische Tiefland zur Millionenstadt Santa Cruz. Dreizehn Kilometer hinter Zudáñez biegt eine unbefestigte Landstraße in nördlicher Richtung ab, erreicht nach 49 Kilometern Redención Pampa und führt dann weiter nach Mojocoya.

## Bevölkerung
Die Einwohnerzahl der Ortschaft ist in den vergangenen beiden Jahrzehnten auf das Doppelte angestiegen:
| Jahr | Einwohner | Quelle       |
| ---- | --------- | ------------ |
| 1992 | 998       | Volkszählung |
| 2001 | 1 363     | Volkszählung |
| 2013 | 1 966     | Volkszählung |
| 2024 |           | Volkszählung |

Die Region weist einen hohen Anteil an Quechua-Bevölkerung auf, im Municipio Mojocoya sprechen 95,9 Prozent der Bevölkerung Quechua.